# Tømmer
Tømmer er fældede træstammer samt halvfærdige produkter heraf.
Tømmer kan defineres som: Træ med dimension over tre tommer på hver led.